# Istanbul Indoor Challenger 2021
L'Istanbul Indoor Challenger 2021 è stato un torneo maschile di tennis giocato sul cemento indoor. È stata la 34ª edizione del torneo, faceva parte della categoria Challenger 125 e ha inaugurato l'ATP Challenger Tour 2021. Si è giocato al TED Club di Istanbul, in Turchia, dal 18 al 24 gennaio 2021.

## Partecipanti

### Teste di serie
| Nazionalità | Giocatore            | Ranking* | Testa di serie |
| ----------- | -------------------- | -------- | -------------- |
| Colombia    | Daniel Elahi Galán   | 115      | 1              |
| Brasile     | Thiago Seyboth Wild  | 117      | 2              |
| Francia     | Antoine Hoang        | 121      | 3              |
| Argentina   | Facundo Bagnis       | 125      | 4              |
| India       | Prajnesh Gunneswaran | 128      | 5              |
| Italia      | Lorenzo Musetti      | 129      | 6              |
| Slovacchia  | Jozef Kovalík        | 131      | 7              |
| Giappone    | Gō Soeda             | 134      | 8              |

* Ranking all'11 gennaio 2021.

### Altri partecipanti
I seguenti giocatori hanno ricevuto una wild card per il tabellone principale:
- Altuğ Çelikbilek
- Cem İlkel
- Ergi Kırkın

I seguenti giocatori sono passati dalle qualificazioni:
- Jay Clarke
- João Menezes
- Arthur Rinderknech
- Lukáš Rosol

Il seguente giocatore è entrato in tabellone come lucky loser:
- Denis Istomin

## Punti e montepremi
| Torneo    | Torneo              | V      | F      | SF    | QF    | 2T    | 1T    | Q | Q2  | Q1  |
| Singolare | Punti               | 125    | 75     | 45    | 25    | 10    | 0     | 5 | 1   | 0   |
| Singolare | Premi in denaro (€) | 18 290 | 10 770 | 6 370 | 3 710 | 2 180 | 1 320 | – | 660 | 330 |
| Doppio    | Punti               | 125    | 75     | 45    | 25    | –     | 0     | – | –   | –   |
| Doppio    | Premi in denaro (€) | 7 870  | 4 570  | 2 740 | 1 630 | –     | 920   | – | –   | –   |

## Campioni

### Singolare
Arthur Rinderknech ha sconfitto in finale  Benjamin Bonzi con il punteggio di 4–6, 7–6(1), 7–6(3).

### Doppio
André Göransson /  David Pel hanno sconfitto in finale  Lloyd Glasspool /  Harri Heliövaara con il punteggio di 4–6, 6–3, [10–8].